# 2019 au Yukon
 (décembre 2018).
Si vous disposez d'ouvrages ou d'articles de référence ou si vous connaissez des sites web de qualité traitant du thème abordé ici, merci de compléter l'article en donnant les références utiles à sa vérifiabilité et en les liant à la section « Notes et références ».
Chronologie du Yukon
- 2015
- 2016
- 2017
- 2018
- 2019
- 2020
- 2021
- 2022
- 2023

Cette page concerne des événements d'actualité qui se sont produits durant l'année 2019 dans le territoire canadien du Yukon.

## Politique
- Premier ministre : Sandy Silver (Parti libéral)
- Chef de l'opposition officielle : Stacey Hassard (intérim) (Parti du Yukon)
- Commissaire : Angélique Bernard
- Législature :  34e (en)

## Événements
- 4 mai : la députée de Takhini-Kopper King Kate White devient le nouveau chef du Nouveau Parti démocratique du Yukon. Elle succède Elizabeth Hanson[1]
- 21 octobre : le Parti libéral de Justin Trudeau est réélu pour un second mandat, mais perd sa majorité à la Chambre des communes. Il remporte 157 sièges contre 121 pour les conservateurs d’Andrew Scheer, 32 pour le Bloc québécois d’Yves-François Blanchet et 24 pour le Nouveau Parti démocratique de Jagmeet Singh. Le Parti vert d’Elizabeth May remporte trois circonscriptions et il y a une candidate indépendante. Dans la circonscription du territoire du Yukon, le libéral Larry Bagnell est réélu pour un second mandat avec 33,47 % des voix comparé de 53,62 % en 2015, alors que le candidat conservateur Jonas Jacot Smith a reçu 32,74 % des voix. Les trois autres candidats sont : le néo-démocrate Justin Lemphers avec 21,97 % des voix, le vert Lenore Morris avec 10,47 % des voix et le populiste Joseph Zelezny avec 1,35 % des voix.
- 21 novembre : l'ex ministre Currie Dixon se porte candidat dans la course à la direction du Parti du Yukon[2].
- 5 décembre : le député du Lac Laberge Brad Cathers annonce son tour de se porter candidat dans la course à la direction du Parti du Yukon[3].

## Décès
- 13 mars : John Kenneth McKinnon, commissaire du Yukon (º 20 avril 1936)
- 30 août : Dennis Fentie, premier ministre du Yukon (º 8 novembre 1950)